# Liste der Bodendenkmale in Haselund
In der Liste der Bodendenkmale in Haselund sind die Bodendenkmale der Gemeinde Haselund nach dem Stand der Bodendenkmalliste des Archäologischen Landesamts Schleswig-Holstein von 2016 aufgelistet.
| Denkmal-ID           | Befundart           | Bezeichnung                             | Zeitstellung                 | Lage | Bemerkungen | Bild |
| -------------------- | ------------------- | --------------------------------------- | ---------------------------- | ---- | ----------- | ---- |
| aKD-ALSH-Nr. 001 198 | Grabmal > Grabhügel | Grabhügel                               | Vor- und/oder Frühgeschichte |      |             |      |
| aKD-ALSH-Nr. 001 199 | Grabmal > Grabhügel | Grabhügel                               | Vor- und/oder Frühgeschichte |      |             |      |
| aKD-ALSH-Nr. 001 200 | Altweg              | Weg/Furt/Wasserstraße/Hafen „Borgerwai“ | Vor- und Frühgeschichte      |      |             |      |